# Renault Fluence
Pour les articles homonymes, voir Renault et Fluence.
La Renault Fluence est une automobile compacte tricorps fabriquée par le constructeur automobile français Renault de 2009 à 2019, conçue en collaboration avec Renault Samsung Motors qui la commercialise également sous sa marque et sous le nom de Samsung SM3.

## Présentation
La production est lancée mi-2009. Elle est fabriquée à Bursa par Oyak-Renault (Turquie, où elle est le véhicule le plus vendu du marché en 2014) ; à Busan, en Corée du Sud, pour les versions destinées à certains pays d'Amérique latine, certains pays d'Asie, l'Océanie et le sud de l'Afrique ; à Santa Isabel, en Argentine (de 2010 à 2017) ; ainsi qu'à Chennai, en Inde. Des kits CKD sont également assemblés à Kuala Lumpur, en Malaisie, par l'entreprise locale Tan Chong Motor. 

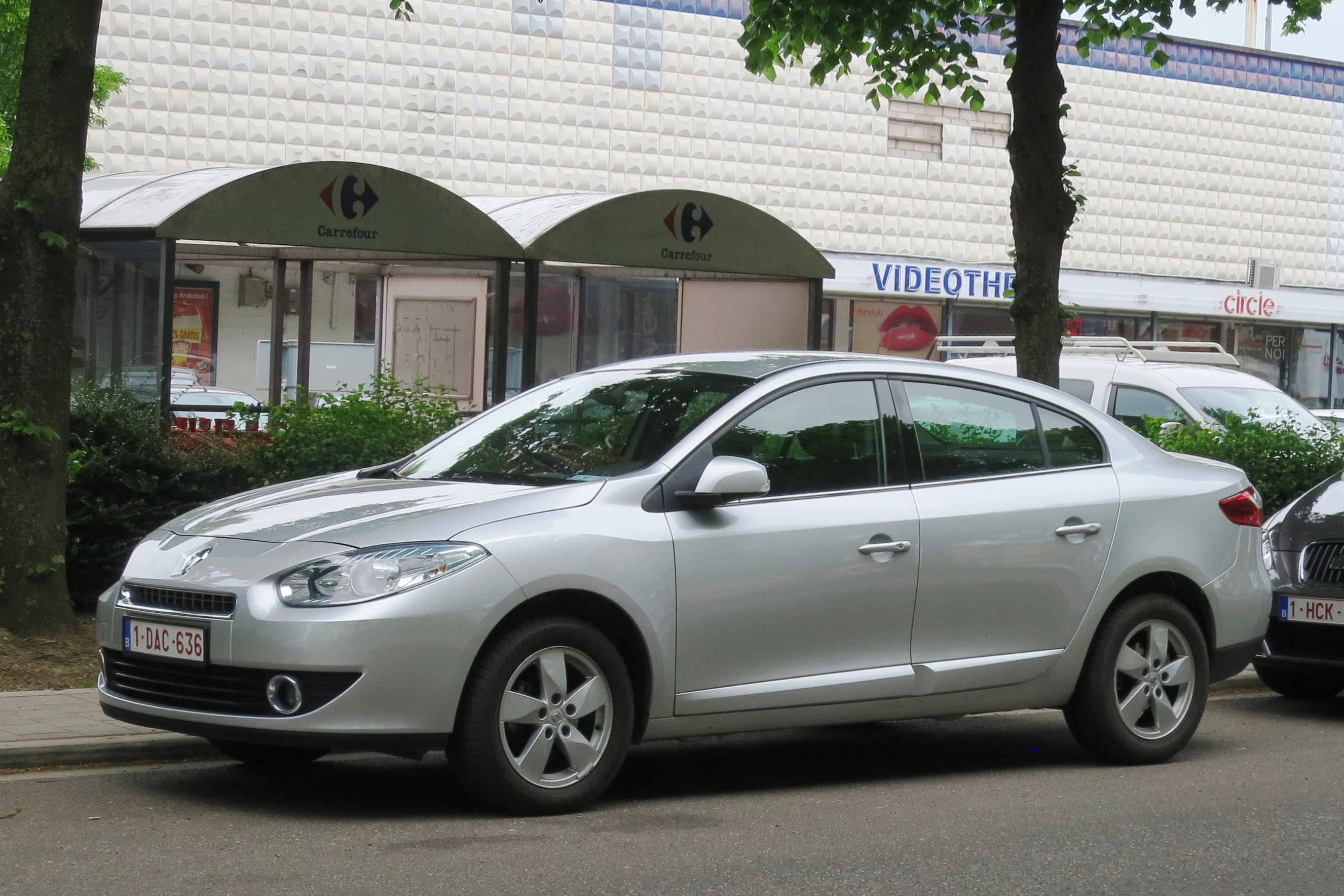
Renault Fluence phase 1.

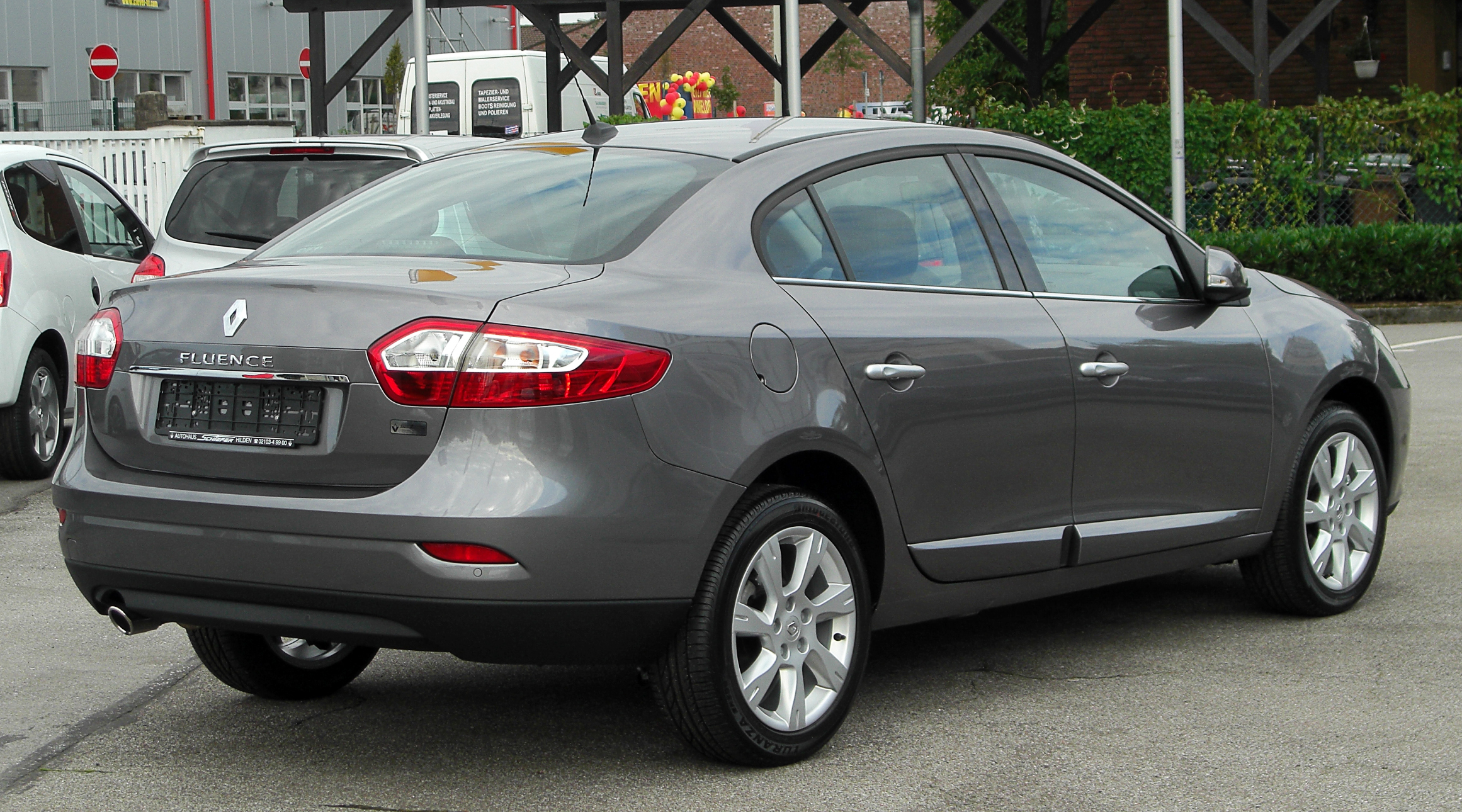
Renault Fluence phase 1.

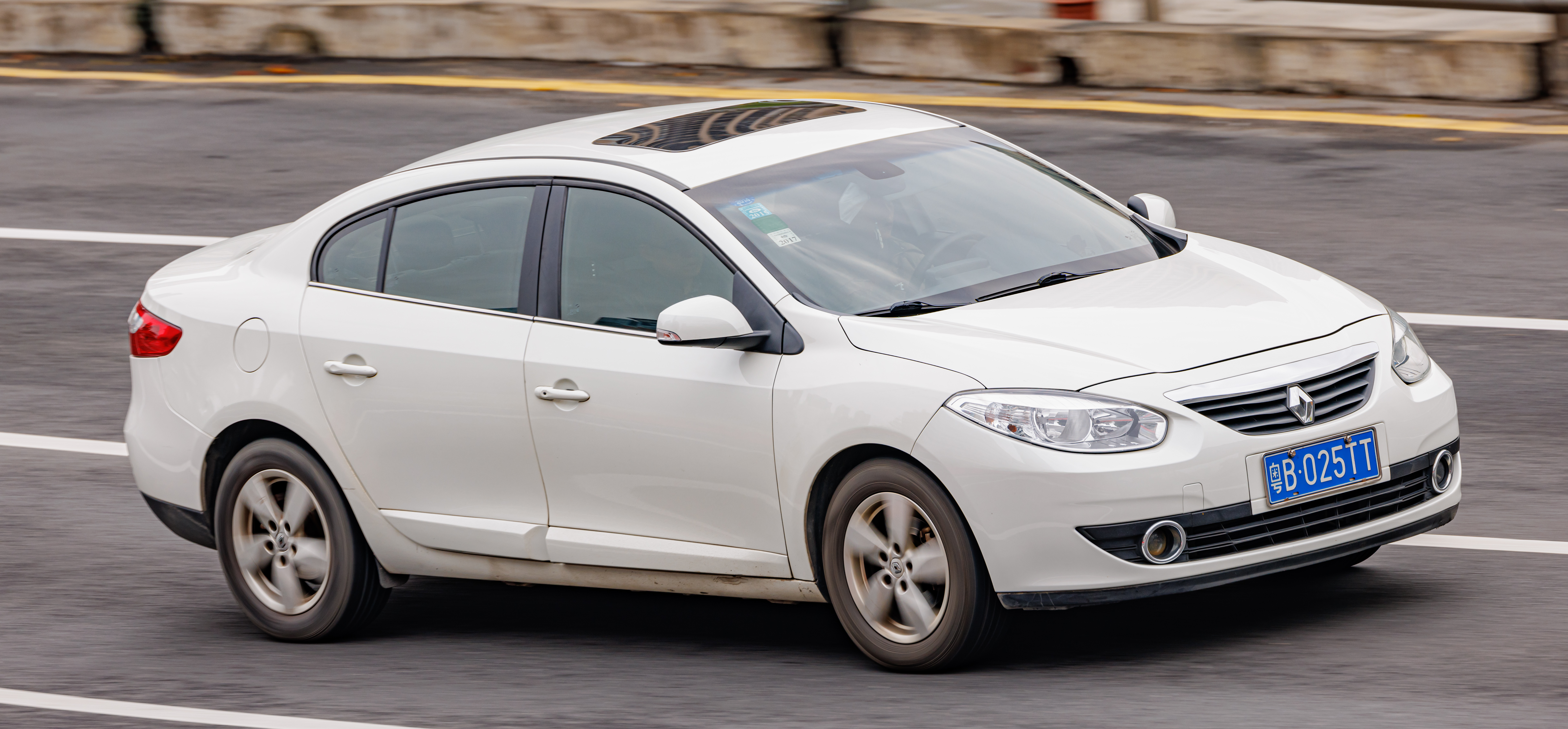
Renault Fluence phase 1 (version chinoise).

Après l'échec de la Renault Mégane II tricorps en Europe, Renault décide de remplacer sa voiture par un modèle différent esthétiquement de la Renault Mégane III et commun avec le véhicule développé par sa filiale coréenne Renault Samsung Motors. 
Dévoilée au Salon de Francfort 2009, elle reprend la plate-forme de la Mégane III Estate avec son empattement allongé de 6 cm par rapport à la berline. À l'intérieur, elle reprend la planche de bord de la Mégane III et peut adopter sur certains marchés des compteurs classiques à aiguilles, contrairement à la Mégane qui arbore des compteurs numériques. Elle utilise les pièces des Renault Mégane II et IIIet le train arrière de la Nissan Sentra.
La Renault Fluence est disponible avec un kit carrosserie Sport Way qui comprend des bas de caisse, un aileron, un spoiler, un diffuseur sous le pare-chocs arrière, des jantes de 17 pouces et de sièges baquets. Elle est aussi équipée d'un filtre à particules et sera animée par un 1.5 dCi 90. La Renault Fluence est disponible en finitions Expression, Business, Dynamique et Privilège.
Dans certains pays comme les pays du Golfe Persique, d'Amérique latine, en Chine et en Australie, la Fluence est vendue avec un design spécifique, caractérisé notamment par sa face avant façon Samsung SM3 II, Koleos I phase 2 ou encore Renault Latitude.

## Motorisations
|                            | 1.6 110               | 1.6 115               | 2.0 140               | 2.0 140               | 1.5 DCi 85            | 1.5 DCi 90            | 1.5 DCi 95            | 1.5 DCi 105           | 1.5 DCi 110           | 1.5 DCi 110           | 1.6 DCi 130           | Electrique           |
| -------------------------- | --------------------- | --------------------- | --------------------- | --------------------- | --------------------- | --------------------- | --------------------- | --------------------- | --------------------- | --------------------- | --------------------- | -------------------- |
| Cylindrée                  |                       |                       | 1 997                 | 1 997                 | 1 461                 | 1 461                 | 1 461                 | 1 461                 | 1 461                 | 1 461                 | 1 598                 |                      |
| Architecture               | 4-cylindres           | 4-cylindres           | 4-cylindres           | 4-cylindres           | 4-cylindres           | 4-cylindres           | 4-cylindres           | 4-cylindres           | 4-cylindres           | 4-cylindres           | 4-cylindres           |                      |
| Puissance maximale         | 110 ch à 6000 tr/min  | 115 ch à ???? tr/min  | 140 ch à 6000 tr/min  | 140 ch à 6000 tr/min  | 86 ch à 3750 tr/min   | 90 ch à 4000 tr/min   | 95 ch à 4000 tr/min   | 106 ch à 4000 tr/min  | 110 ch à 4000 tr/min  | 110 ch à 4000 tr/min  | 130 ch à 4000 tr/min  | 95 ch à 3000 tr/min  |
| Couple maximal             | 151 N m à 4250 tr/min | 156 N m à 4000 tr/min | 195 N m à 3750 tr/min | 195 N m à 3750 tr/min | 200 N m à 1750 tr/min | 200 N m à 1750 tr/min | 240 N m à 1750 tr/min | 240 N m à 1750 tr/min | 240 N m à 1750 tr/min | 240 N m à 1750 tr/min | 320 N m à 2000 tr/min | 226 N m à 400 tr/min |
| Boîte de vitesses          | BVM5                  | BVA                   | BVM6                  | BVA                   | BVM5                  | BVM6                  | BVM6                  | BVM6                  | BVM6                  | BVA6                  | BVM6                  | Aucune               |
| Vitesse maximale           |                       | 190                   |                       | 195                   | 175                   | 180                   | 177                   | 190                   | 185                   | 185                   | 210                   | 135                  |
| 0-100 km/h                 |                       | 11,9                  |                       | 10,4                  | 13,4                  | 13                    | 11,8                  | 11,4                  | 11                    |                       | 9,8                   | 13,7                 |
| Consommation (en L/100 km) | 6,8                   | 6,4                   |                       | 7,7                   | 4,5                   | 4,4                   | 3,7                   | 4,5                   | 4,6                   | 4,4                   | 4,6                   | 0                    |
| Émissions de CO2 (en g/km) | 155                   | 149                   |                       |                       | 119                   | 115                   | 118                   | 119                   | 120                   | 114                   |                       | 0                    |

## Samsung SM3 II et restylage

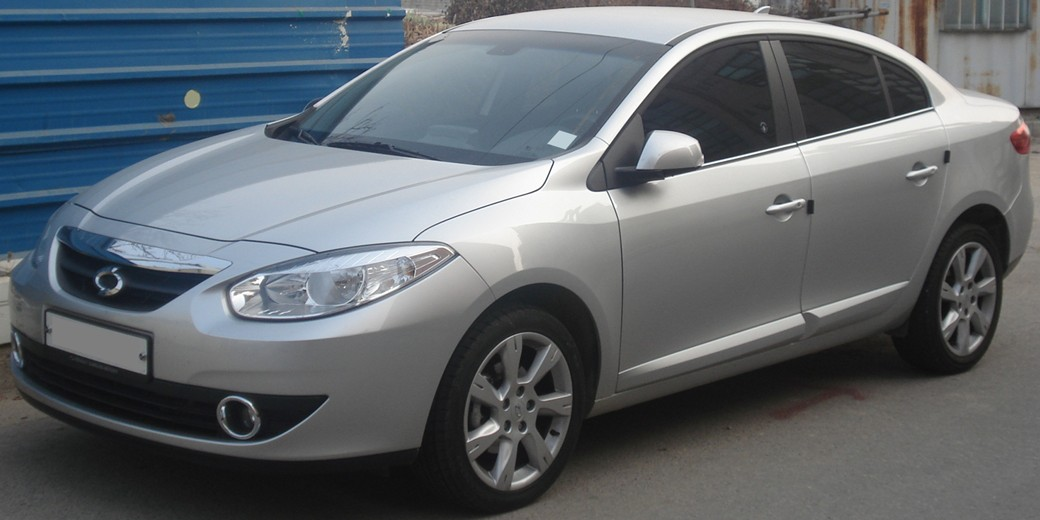
Samsung SM3 II phase 1.

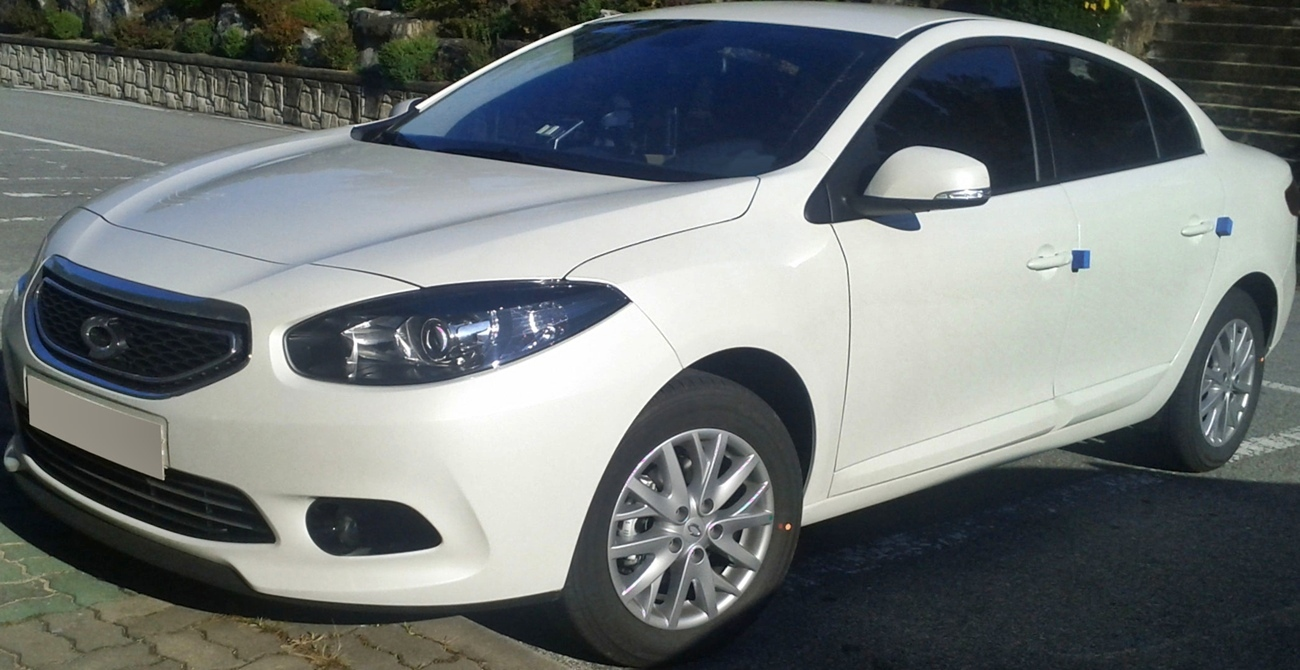
Samsung SM3 II phase 2.

La Samsung SM3 II est identique à la Renault Fluence à la calandre près. Présentée au salon de Séoul de 2009, elle est motorisée par un moteur 1,6 litre 16V de 110 ch (H4M) associé à une boite manuelle à 5 rapports (JHQ) où à une boîte de type CVT (CK1) et est fabriquée à Busan, en Corée du Sud. La SM3 est disponible en cinq finitions : PE, SE, LE, LE Plus et RE.
Renault Samsung Motors a équipé la police sud-coréenne de 634 exemplaires de la Samsung SM3 "Patrol Car". Elle est équipée d'avertisseurs spéciaux de véhicule et d'un système radio et est animée par un bloc 1,6 litre essence.
La Renault Fluence adopte la nouvelle génération de Renault (calandre à deux bandes noires horizontales,gros logo de Renault au milieu) inspirée du Renault DeZir. Quant à la SM3, elle adopte une calandre en "v" et des phares chromés.

## Renault Fluence Z.E et Samsung SM3 Z.E.

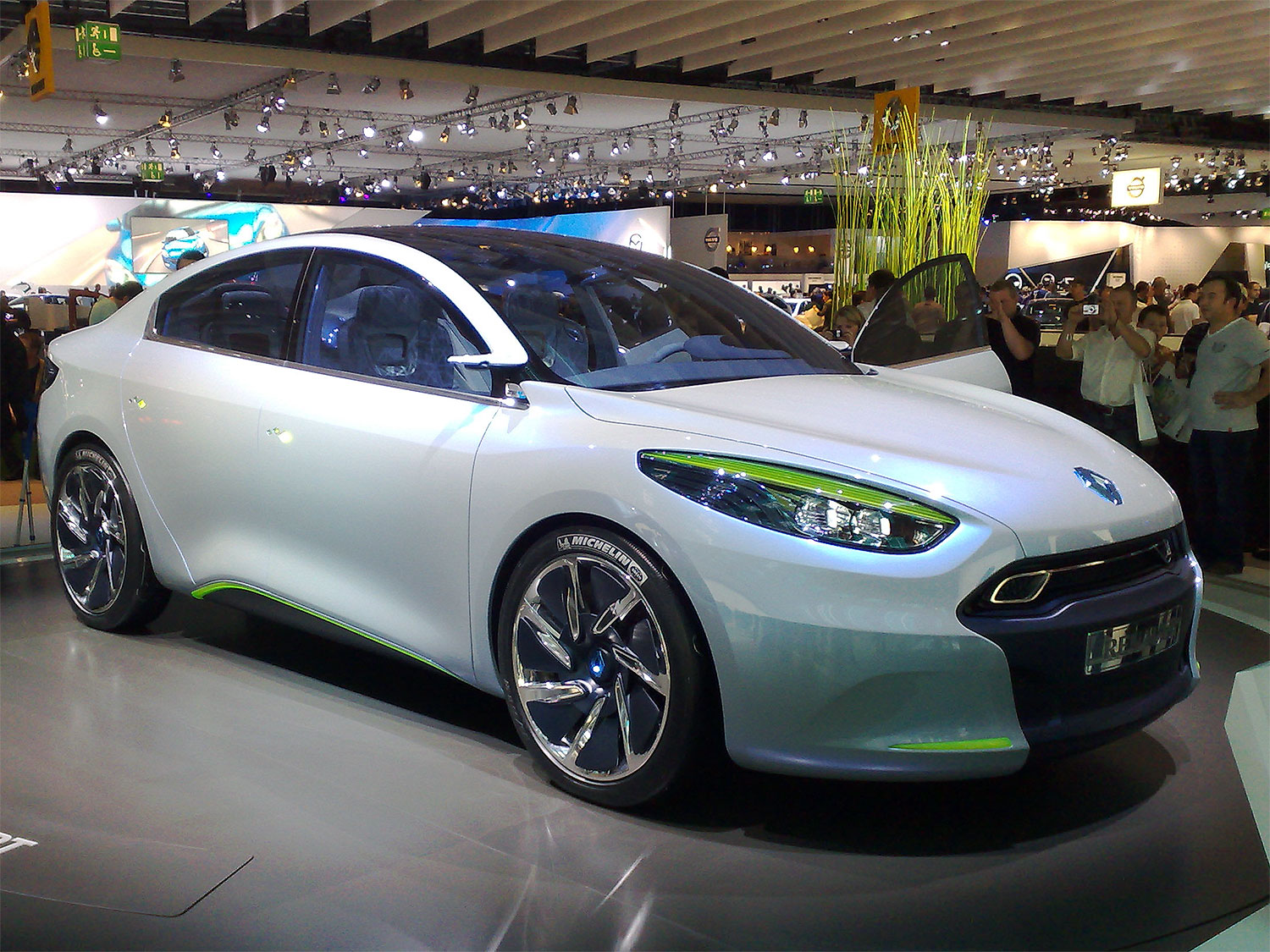
Renault Fluence Z.E. Concept

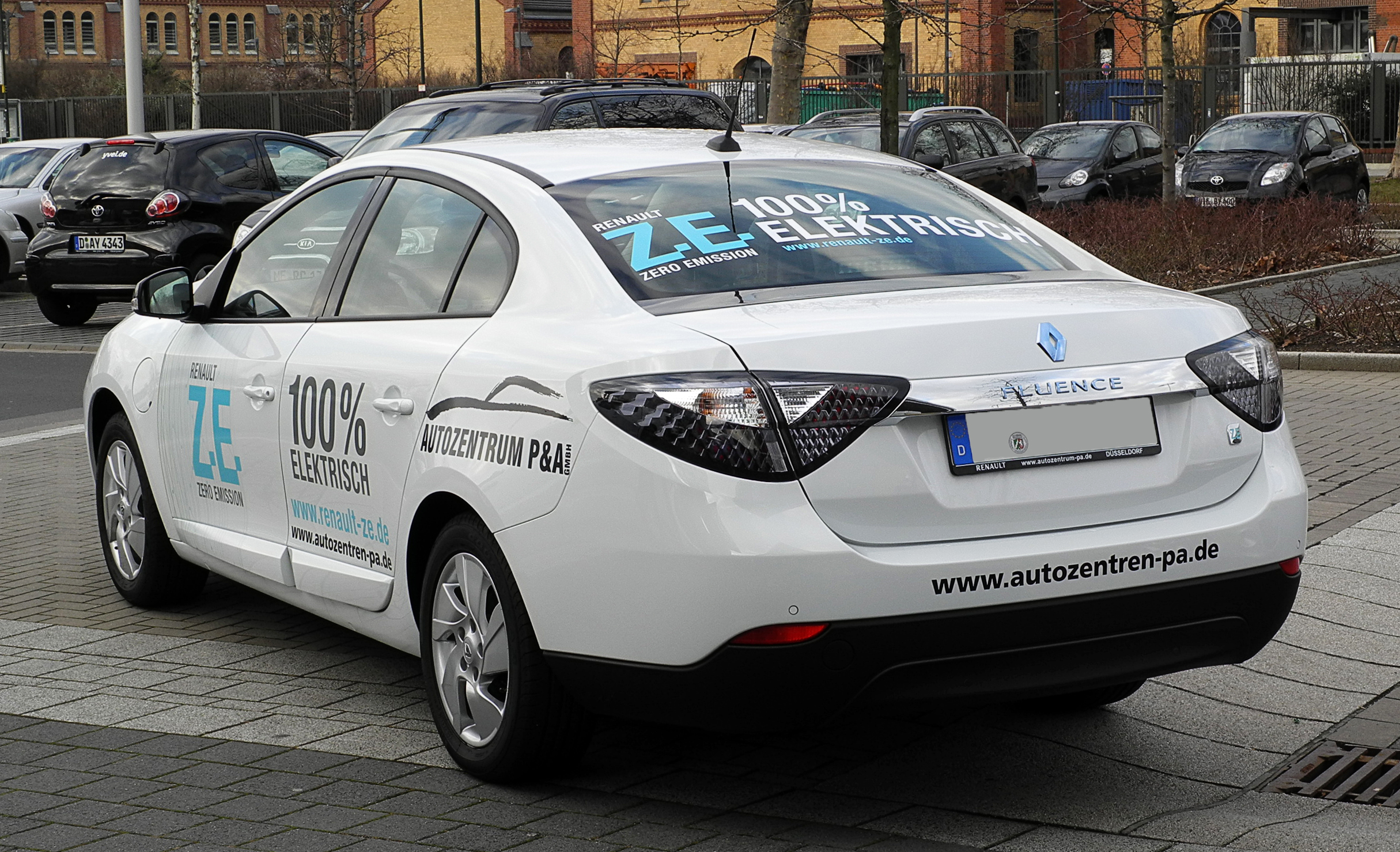
Arrière de la Renault Fluence Z.E.

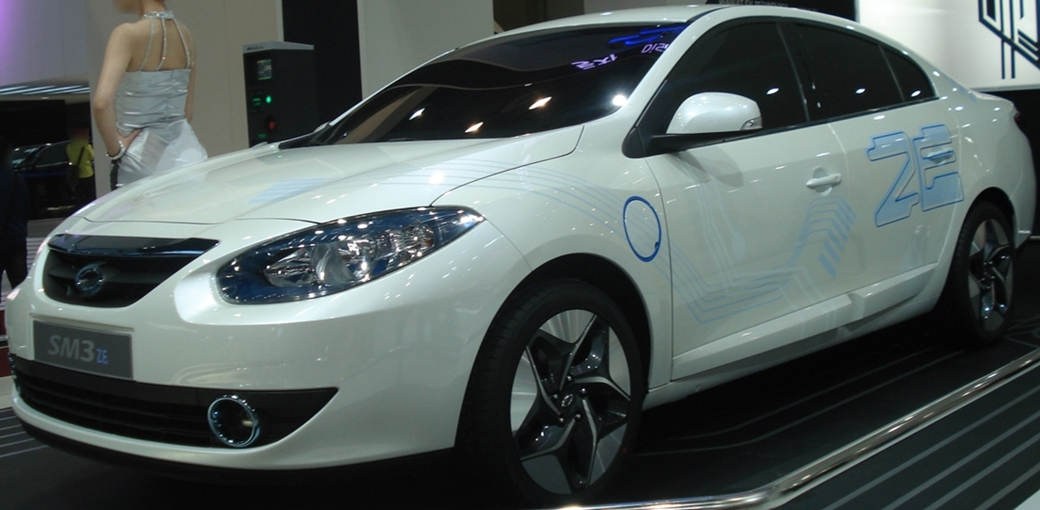
Samsung SM3 Z.E. phase 1

Présenté par Renault au salon de Francfort 2009, le concept car Fluence Z.E. Concept annonce la version électrique de la Fluence. La Fluence Z.E. - pour Zéro Émission - affiche un moteur électrique à aimant permanent de 70 kW (95 ch) de puissance. Le couple, disponible dès le démarrage, culmine à 226 N m. Cette version électrique est alimentée par des batteries lithium-ion manganèse logées entre la banquette et le coffre et qui permettent, selon Renault, une autonomie maximale de 185 km (NEDC cycle mixte). La Fluence Z.E. peut être rechargée sur prise standard (230 V, 16 A) en 6-8 heures. 
L'échange de batterie standard « Quick Drop » sera aussi proposé afin de pouvoir remplacer la batterie en cinq minutes. Ce système existe déjà au Danemark, en Australie et en Israel. Renault a présenté la version définitive de la Fluence Z.E. le 15 avril 2010. Elle est plus longue de 13 cm que la version thermique. 
Renault a mis en place un système de location de batteries pour toute sa gamme ZE. L'achat du véhicule est donc effectué sans les batteries qui sont louées via un abonnement mensuel séparé. Pour Renault, cela permet d'apporter au client des garanties supplémentaires, entre autres celle d'éviter des frais de remplacement de batterie fort couteux en cas de batterie défaillante ou usée. Les tarifs de location varient de 83 à 148 € TTC en fonction de la durée de location et du kilométrage (prix au 17 février 2012).
Renault Samsung Motors présente, au Salon de Séoul 2011, la SM3 Z.E. dérivée de la Fluence Z.E. et commercialisée à partir d'octobre 2013 en Corée du Sud. Contrairement à la Fluence Z.E., elle dispose du chargeur caméléon de la Zoé (3 à 43 kW) alors que la Fluence Z.E. est limitée à 3 kW.

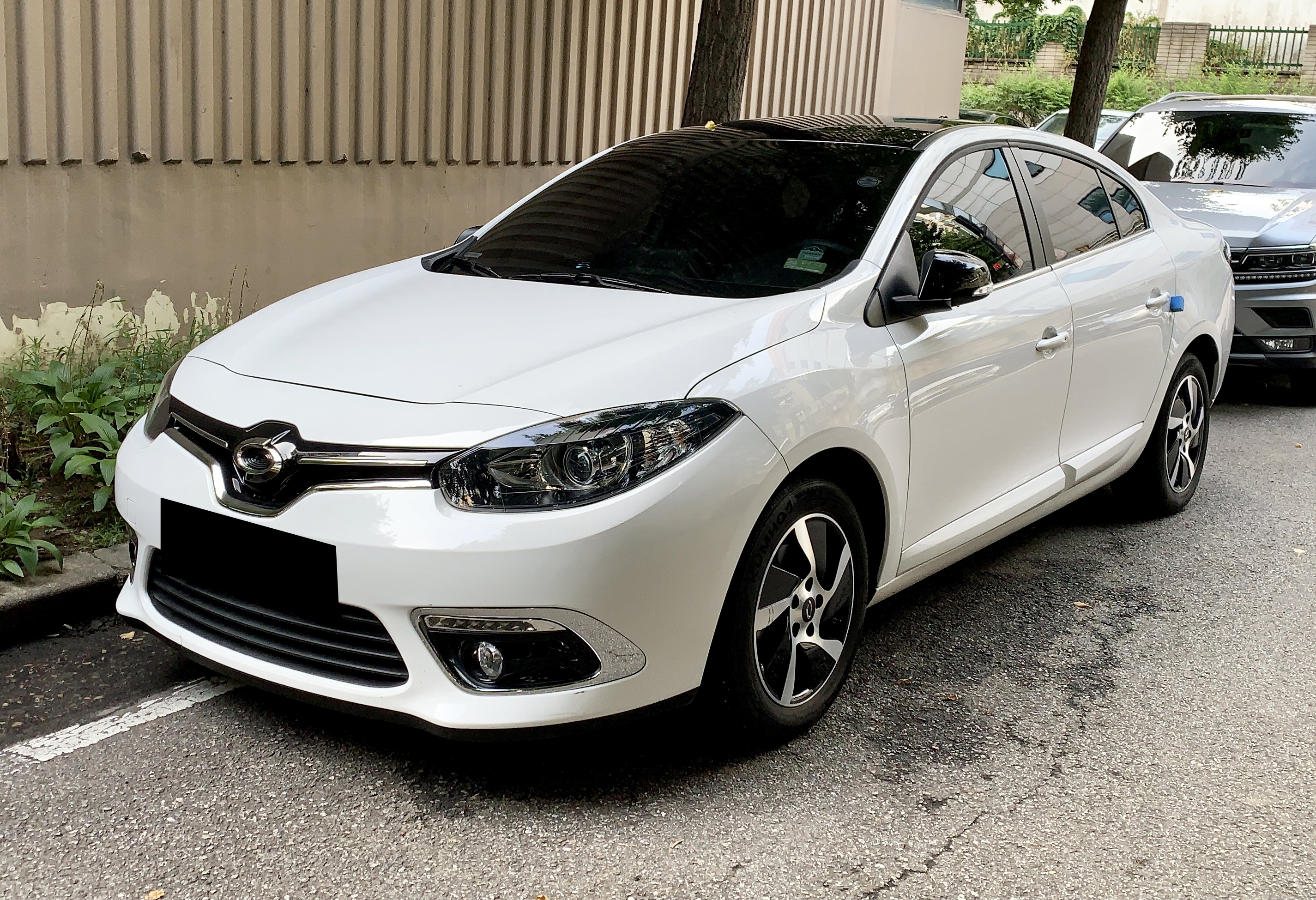
Samsung SM3 Z.E. phase 2

La batterie lithium-ion a une capacité de 22 kWh et pèse 250 kg. La Renault Fluence Z.E. est plus longue de 13 centimètres que la version thermique dans le but de loger les batteries derrière les sièges arrière. La Renault Fluence Z.E. a obtenu 4 / 5 étoiles lors du crash test Euro NCAP.
Dans les pays où elle est commercialisée, la Renault Fluence Z.E. est vendue à un prix proche de la version thermique au nombre d'équipements équivalent.
La Renault Fluence Z.E. et son équivalent Samsung SM3 Z.E. ont totalisé à la fin 2015 environ 6000 voitures vendues à travers le monde dont 727 en France (où la commercialisation s'est arrêtée comme dans toute l'Europe depuis 2014). Les deux pays ayant le plus de ventes sont la Corée du Sud et Israël.
Dévoilée lors du salon international d'Australie de 2011, la Renault Fluence Z.E. est commercialisée à partir de l'été 2012 en Australie, lors du déploiement de Better Place. La Renault Fluence Z.E. est commercialisée au Danemark au prix de 27 496 €. En Estonie, la Renault Fluence Z.E. fait partie du programme ELMO. En France, la Renault Fluence Z.E. est vendue à partir de 26 300 €. En Israël, la Renault Fluence Z.E. est vendue à partir de 24 580 €. Les premiers exemplaires ont été vendus en janvier 2012. Au Royaume-Uni, la Renault Fluence Z.E. est vendue à partir de 17 850 € mais sans les batteries. En Turquie, la Renault Fluence Z.E. a été commercialisée fin 2011. 

## Renault Fluence GT2

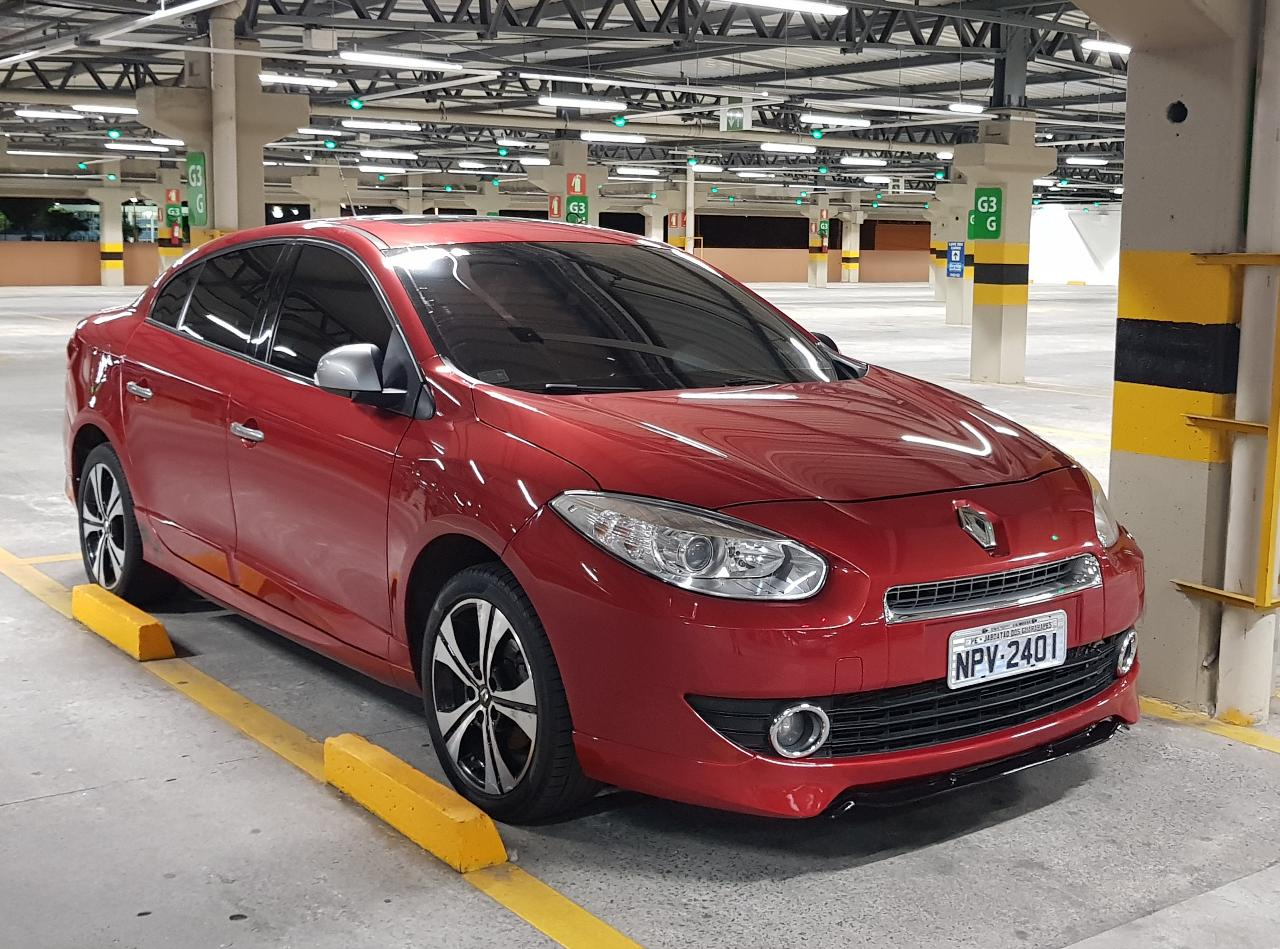
Renault Fluence GT phase 1.

En juillet 2015, la GT2 est présentée au cours de la 7e édition du International Auto de Buenos Aires en Argentine. Cette nouvelle mouture de la Fluence GT arbore les nouveaux marqueurs stylistiques de Renault. Elle est équipée d'un moteur 2 litres de 190 ch (environ 10 ch de plus que la GT précédente) pour un couple de 300 N m à 2250 tours par minute.

## Autres utilisation du nom Renault Fluence

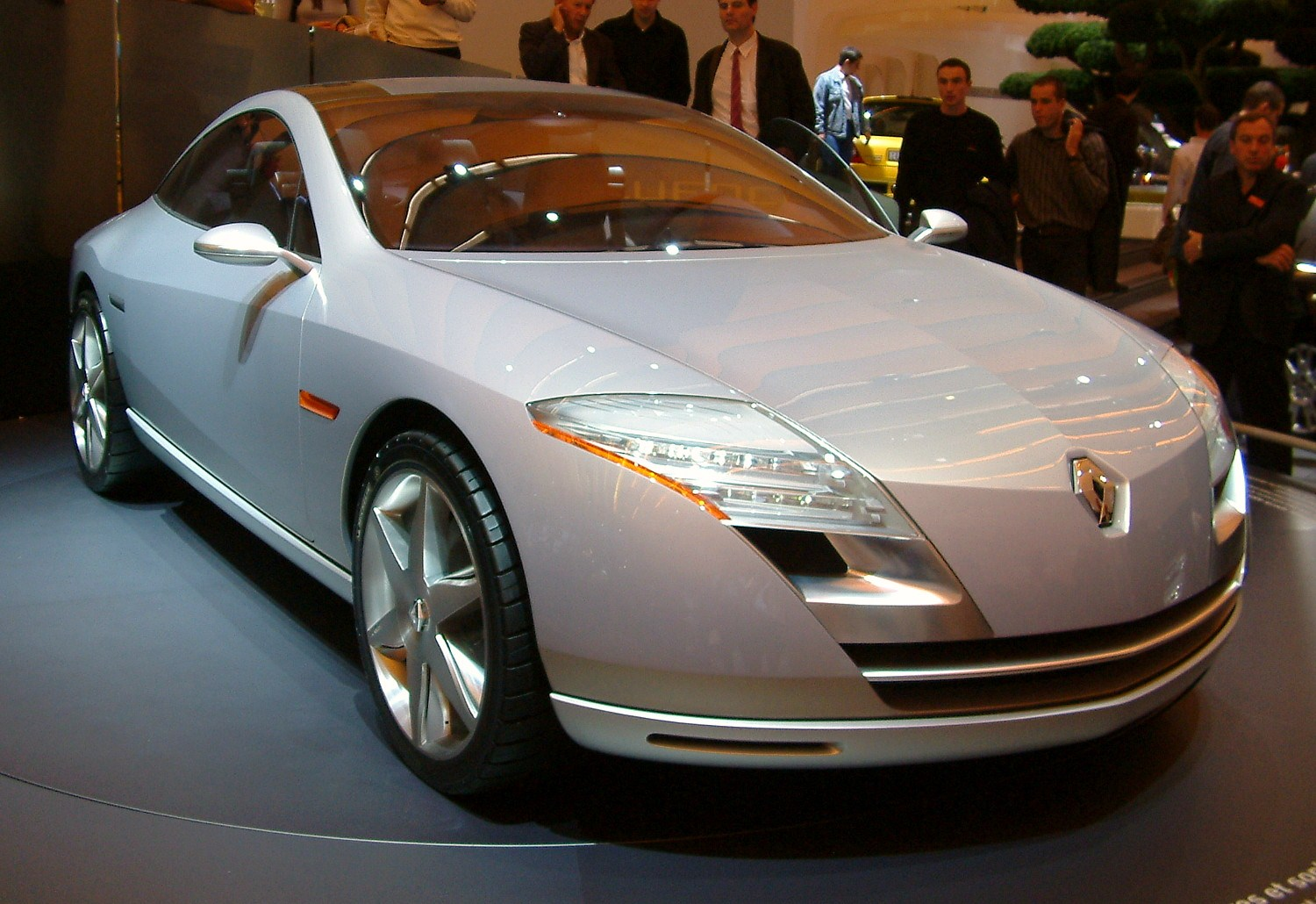
Renault Fluence Concept.

Le nom Renault Fluence est utilisée par Renault pour la première fois en 2004, année lors de laquelle le constructeur présente un concept-car portant ce nom à l'occasion du Louis Vuitton Classic de Londres. Ce concept de coupé 4 places n'a pas de lien avec le modèle de série du même nom.